# 전쟁과 노인
"전쟁과 노인"은 1962년 공개된 대한민국의 영화이다.

## 배역
- 최무룡
- 김혜정
- 김승호
- 신영균
- 곽규석